# گی میلیون
گی میلیون (فرانسوی: Guy Million‎; ۲۲ مهٔ ۱۹۳۲ – ۴ مهٔ ۲۰۰۴) دوچرخه‌سوار اهل فرانسه بود.